# Megalonotus praetextatus
Megalonotus praetextatus är en insektsart som först beskrevs av Herrich-schaeffer 1835.  Megalonotus praetextatus ingår i släktet Megalonotus, och familjen fröskinnbaggar. Arten är reproducerande i Sverige.